# Kyrkohemman
Kyrkohemman kallades förr kyrkornas jordbruksfastigheter. Dessa hemman var underkastade ordinarie rotering. En del hade av ålder innehafts av prästerskap och kyrkobetjäning. Någon förändring i dessa dispositioner fick ej ske. De övriga var utarrenderade för kyrkornas räkning, och arrendeinkomsterna skulle användas till deras nytta.
Under den katolska tiden var Sveriges kyrkor rika på gods och hemman, men genom Gustav Vasas reduktion övergick de flesta till kronan. Man räknade därför ytterst få kyrkohemman i de gammalsvenska landskapen; men i de från Danmark erövrade landskapen var de däremot talrika, emedan den andliga reduktionen i Danmark inte utsträckts längre än till kloster- och biskopsgods. En särskild avdelning bildade de halländska kyrkohemmanen.